# Trujillanos FC
Trujillanos FC is een Venezolaanse voetbalclub uit Valera. De club werd in 1981 opgericht en speelt in de Primera División.

## Bekende (oud-)spelers
- Wilker Ángel

Academia Puerto Cabello · 
Angostura FC ·  
Carabobo FC · 
Caracas FC · 
Deportivo La Guaira · 
Deportivo Rayo Zuliano · 
Deportivo Táchira ·  
Estudiantes de Mérida · 
Hermanos Colmenárez · 
Metropolitanos FC · 
Mineros de Guayana · 
Monagas SC · 
Portuguesa FC ·  
Universidad Central · 
Zamora FC